# 知念分屯地
知念分屯地（ちねんぶんとんち、JGSDF Vice-Camp Chinen）とは、沖縄県南城市知念字知念1177-2に所在し、第15高射特科連隊第1高射中隊等が駐屯する陸上自衛隊那覇駐屯地の分屯地である。

## 概要
分屯地司令は、第15高射特科連隊第1高射中隊長が兼務。知念半島南東部の台上に位置し、近くのニライカナイ橋展望台からは東に太平洋を一望できる。沖縄県道86号南風原知念線沿いに約2.5km西には航空自衛隊知念分屯基地が位置し、また同道を挟んで分屯地敷地の北側には知念分屯基地に駐屯する南西高射群隷下の第16高射隊及び第18高射隊の射場が立地している。

## 沿革
陸上自衛隊那覇駐屯地知念分屯地
- 1973年（昭和48年）4月13日：知念分屯地が開設[1]され、第6高射特科群第325高射中隊（地対空誘導弾改良ホーク装備）が駐屯開始。

- 2012年（平成24年）3月26日：第325高射中隊を第341高射中隊（03式中距離地対空誘導弾装備）に改編。
- 2014年（平成26年）3月26日：

1. 第341高射中隊を第15高射特科連隊第1高射中隊に改編。
2. 第15後方支援隊高射直接支援中隊第3直接支援小隊（第1高射中隊を支援）を新編。

- 2021年（令和03年）4月1日：第1高射中隊に配備した03式中距離地対空誘導弾の改良型（中SAM改）を初めて公開[2]。
- 2022年（令和04年）3月17日：第101電子戦隊の一部を配備。

## 駐屯部隊

### 西部方面隊隷下部隊
- 第15旅団
  - 第15高射特科連隊
    - 第1高射中隊

  - 第15後方支援隊
    - 高射直接支援中隊
      - 第1直接支援小隊：第15高射特科連隊第1高射中隊を支援

  - 第15情報隊
    - 無人偵察機班：スキャンイーグルを運用
- 那覇駐屯地業務隊
  - 知念派遣隊

### 陸上総隊隷下部隊
- 電子作戦隊
  - 第101電子戦隊（一部）

### 防衛大臣直轄部隊
- 警務隊
  - 西部方面警務隊
    - 第136地区警務隊
      - 知念連絡班

## 最寄の幹線交通
- 一般道：国道331号、国道507号、沖縄県道86号南風原知念線、沖縄県道137号佐敷玉城線
- 港湾：那覇港、運天港、金武湾港、中城湾港（重要港湾）
- 飛行場：那覇空港（第二種空港）